# Echipa națională de fotbal a Principatului Sealand
Echipa națională de fotbal Sealand este echipa care reprezintă Principatul Sealand. Nu este membră a FIFA sau UEFA, dar este membru asociat N.F.-Board, o organizație pentru echipele care nu sunt membre ale FIFA. Echipa a fost admisă la N.F.-Board ca membru provizoriu în 2005 și ca membru asociat în 2006.

## Istoric
Asociația Națională de Fotbal din Sealand⁠(en)[traduceți] (SNFA) a fost fondată în anul 2003. În 2004, au jucat primul lor joc împotriva selecționatei Insulelor Åland, meci încheiat cu scorul de 2-2.